# Sumed-pijplijn
De Sumed-pijplijn, voluit de Suez-Mediterranean-pijplijn, is een oliepijplijn in Egypte. De leiding heeft een lengte van 320 kilometer en ligt tussen de olieterminal Ain Sukhna aan de Golf van Suez en Sidi Kerir aan de Middellandse Zeekust. Het is, naast het Suezkanaal, een belangrijke transportroute voor aardolie vanuit het Midden-Oosten naar Europa.

## Geschiedenis
Met de aanleg van de pijpleiding werd een start gemaakt na het sluiten van het Suezkanaal voor het scheepvaartverkeer in 1967. Tot de aanleg werd besloten door vijf Arabische landen in januari 1973. In april 1974 werd met de bouw gestart en in januari 1977 werd de eerste tanker gelost in Sidi Kerir. Het Suezkanaal was overigens in 1975 weer opengesteld.

## Beschrijving
De pijplijn heeft een lengte van 320 kilometer. De leiding bestaat uit twee parallelle leidingen elk met een diameter van 1070 mm. De capaciteit is 2,5 miljoen vaten olie per dag ofwel 117 miljoen ton op jaarbasis. Aan beide uiteinden van de pijplijn zijn grote olietanks gebouwd met een totale opslagcapaciteit van bijna 5 miljoen ton. De schepen lossen en laden de olie via grote drijvende boeien die voor de kust liggen. Van 2011 tot 2017 werden gemiddeld circa 1,6 miljoen vaten olie per dag door de pijplijn vervoerd, bijna uitsluitend noordwaarts van de Rode Zee naar de Middellandse Zee.
Olietankers die te diep steken voor het kanaal, lossen een deel van de lading in Ain Sukhna voor ze doorvaren naar de Middellandse Zee. Een tanker van Ras Tunera naar Rotterdam doet er ongeveer 19 dagen over via het Suezkanaal; als om Kaap de Goede Hoop gevaren moet worden, duurt dit 15 dagen langer.

## Eigenaar
De pijplijn wordt beheerd door de Arab Petroleum Pipelines Company of Sumed Company. De aandeelhouders zijn afkomstig uit de vijf Arabische landen, namelijk:
- Egyptian General Petroleum Corporation (EGPC) met 50% van de aandelen;
- Saudi Aramco (Saudi Arabië) heeft een belang van 15%;
- International Petroleum Investment Company (IPIC) uit de Verenigde Arabische Emiraten, heeft ook 15% van de aandelen;
- drie bedrijven uit Koeweit hebben gezamenlijk 15% van de aandelen en ten slotte
- Qatar General Petroleum (QGPC) heeft de laatste 5% (Qatar).